# Amt Blankenfelde-Mahlow
Das Amt Blankenfelde-Mahlow war ein 1992 gebildetes Amt zur Erledigung der Verwaltungsaufgaben von zunächst fünf Gemeinden im Norden des damaligen Kreis Zossen (heute Landkreis Teltow-Fläming, Brandenburg). Noch im Jahr 1992 wurde Groß Machnow als sechste Gemeinde eingegliedert, die jedoch noch im gleichen Jahr in das Amt Rangsdorf eingegliedert wurde. Sitz der Amtsverwaltung war in der Gemeinde Blankenfelde. Das Amt Blankenfelde-Mahlow wurde 2003 wieder aufgelöst.

## Geographische Lage
Das Amt Blankenfelde-Mahlow grenzte im Norden an das Land Berlin, im Osten an das Amt Schönefeld, im Südosten an das Amt Mittenwalde, im Süden an das Amt Rangsdorf und im Westen an das Amt Ludwigsfelde-Land.

## Gründung
Das Amt Blankenfelde-Mahlow wurde zum 1. Januar 1992 gegründet und am 13. Februar 1992 mit Wirkung zum 28. Februar 1992 als eines der ersten Ämter im Land Brandenburg genehmigt. Sitz der Amtsverwaltung war in der Gemeinde Blankenfelde.
Im Amt Blankenfelde-Mahlow waren zunächst folgende Gemeinden zusammengefasst:
1. Blankenfelde
2. Mahlow mit Ortsteil Glasow
3. Groß Kienitz
4. Jühnsdorf
5. Diedersdorf

Die Gesamteinwohnerzahl zu Beginn des Jahres 1992 betrug laut dem Historischen Gemeindeverzeichnis 13237 Einwohner.
Am 20. Juli 1992 (mit Wirkung zum 12. August 1992) wurde außerdem Groß Machnow in das Amt Blankenfelde-Mahlow eingegliedert. Mit Bildung des Amtes Rangsdorf am 15. September 1992 wurde Groß Machnow jedoch in das Amt Rangsdorf eingegliedert.
Diedersdorf wurde mit Wirkung zum 31. Dezember 2001 nach Großbeeren eingegliedert.
Jühnsdorf wurde mit Bekanntmachung des Ministeriums des Innern vom 29. April 2002 in die damals noch amtsangehörige Gemeinde Blankenfelde des Amtes Blankenfelde-Mahlow eingegliedert. Die Eingliederung wurde am 26. Oktober 2003 wirksam.

## Amtsdirektor
Erster Amtsdirektor des Amtes Blankenfelde-Mahlow war der frühere Bürgermeister von Blankenfelde Dietmar Klemt. Er vereinbarte damals die Städtepartnerschaft mit Bad Ems. Mit der Auflösung des Amtes Blankenfelde-Mahlow trat Dietmar Klemt in den Ruhestand. Stellvertretender Amtsdirektor war vom 1. Februar 2001 bis zum Ende des Amtes 2003 Ortwin Baier, der spätere Bürgermeister der ab 2003 amtsfreien Gemeinde Blankenfelde-Mahlow.

## Auflösung
Im Zuge der brandenburgischen Gemeindereform 2003 wurde das Amt Blankenfelde-Mahlow und das Amt Rangsdorf aufgelöst. Aus den Gemeinden Blankenfelde, Mahlow und Groß Kienitz sowie der Gemeinde Dahlewitz des Amtes Rangsdorfs wurde die neue Gemeinde Blankenfelde-Mahlow gebildet. 2003 hatte das Amt Blankenfelde-Mahlow 20739 Einwohner (Stand: 1. Januar 2003).

## Anmerkung
1. ↑  Die ursprüngliche Schreibweise im Amtsblatt lautete Amt Blankenfelde/Mahlow. Bereits bei der Eingliederung der Gemeinde Groß Machnow wird die Schreibweise Amt Blankenfelde-Mahlow verwendet, die sich im Folgenden durchsetzte.